# Jungfru Marie trolovning (Rafael)
Jungfru Marie trolovning (italienska: Lo sposalizio della Vergine) är en oljemålning av den italienske renässanskonstnären Rafael. Den målades 1504 och ingår i samlingarna på Breragalleriet i Milano. 
Målningen visar trolovningen mellan Jungfru Maria och Josef från Nasaret såsom den skildras i Jakobs protevangelium och Legenda aurea. Josef sätter högtidligt ringen på Marias finger och håller den blommande staven, symbolen för att han är den utvalde, i sin vänstra hand. Hans trästav har blommat ut, medan de andra friarnas har förblivit torra. Två av friarna, bryter besvikna sina stavar. Emellan de trolovade står översteprästen Sakarias. Rafael har signerat och daterat ("RAPHAEL URBINAS MDIIII") verket i templets entablement i bakgrunden. Hans binamn är från födelsestaden Urbino.  
Åren 1499–1504 vistades Rafael i Perugia där han arbetade för och influerades av Pietro Perugino. Denne målade 1502 en snarlik tavla med samma motiv som inspirerade Rafael. Rafaels målning beställdes av Filippo degli Albezzini till kyrkan San Francesco i Città di Castello. År 1798 tvingades staden donera målningen till general Giuseppe Lechi (1766–1836) som sålde den till konsthandlaren Giacomo Sannazaro (1755–1804) i Milano. Sannazzaro testamenterade tavlan till huvudsjukhuset i Milano 1804. Två år senare förvärvades den av sardinska staten, föregångare till dagens Italien. 